# ニコ・シュルツ
ニコ・シュルツ（Nico Schulz、1993年4月1日 - ）は、ドイツ・ベルリン出身のサッカー選手。ドイツ代表。ポジションはMF。ブンデスリーガ・ボルシア・ドルトムント所属。

## 経歴
2000年に出身地のクラブであるヘルタ・ベルリンの下部組織に加入。イングランドのリヴァプールからスカウトされることもあったが、断ってヘルタでプレーし続けた。2010年にヘルタのトップチームへ昇格。
2019年5月21日、これまでの活躍が評価され、かねてより加入が噂されていたボルシア・ドルトムントに移籍した。2024年までの契約期間となっている。

## タイトル

### クラブ
ドルトムント
- DFLスーパーカップ：1回（2019）
- DFBポカール：1回（2020-21）